# Parsondas
Parsondas est un roi des cadusii qui, selon Ctésias, est un mède d'origine perse.

## Histoire
Ernst Herzfeld croyait que le nom de Parsondes est étymologiquement identique au nom d'Afrassiab. Selon François Lenormant, Parsondes est l'un des noms de Ninos, ou Héraclès, qu'il identifie au soleil. Algernon Herbert a affirmé que Parsond, la forme dorienne du nom de Persée.